# Schöpferische Zerstörung
Die Schöpferische Zerstörung (auch kreative Zerstörung, engl. creative destruction) ist ein Begriff aus der Makroökonomie, dessen Kernaussage lautet: Jede ökonomische Entwicklung (im Sinne von nicht bloß quantitativer Entwicklung) baut auf dem Prozess der schöpferischen bzw. kreativen Zerstörung auf. Durch eine Neukombination von Produktionsfaktoren, die sich erfolgreich durchsetzt, werden alte Strukturen verdrängt und schließlich zerstört. Die Zerstörung ist also notwendig – und nicht etwa ein Systemfehler –, damit Neuordnung stattfinden kann.
Der erste Ökonom, der diese Zusammenhänge in seinem Werk nachvollzog, ist Joseph Schumpeter, der nicht nur den Begriff der schöpferischen Zerstörung geprägt hat, sondern auch den der Innovation. In die damals mathematisch dominierten VWL-Modelle führte er erstmals den Unternehmer ein, der mitunter ein kreatives, fast schon chaotisches Potenzial mit sich bringen konnte. Erst Unternehmer, die gegen Vorbehalte und Widerstände unbeirrt von ihnen angestrebte Innovationen vorantreiben, ermöglichten wirtschaftlichen Wandel. Nach der Auffassung Schumpeters beinhaltet der Kapitalismus eine Unordnung, deren Ergebnis die kreative Zerstörung ist.
Innerhalb der Sozialwissenschaften wurde der Begriff im Laufe der Zeit in unterschiedliche Richtungen weiter entwickelt.
Im Hinduismus wird der Gedanke, dass die Zerstörung des Alten zur Erschaffung von Neuem führt, durch die Gottheit Shiva vertreten.

## Begriffsgeschichte
Sinngemäß taucht der Begriff schon im Kommunistischen Manifest (1848) und in Das Kapital von Karl Marx auf. Bezeichnet wird damit, dass eine neue ökonomische Ordnung eine alte verdrängt, so wie der Kapitalismus sich gegenüber der feudalistischen Produktionsweise durchgesetzt hat. Werner Sombart hat den Begriff in diesem Sinne aufgenommen, bekannter wurde er jedoch durch die Schriften Joseph Schumpeters. Dort erfuhr er eine Veränderung insofern, als er nun für die positiven wirtschaftlichen Eigenschaften der kapitalistischen Produktion steht, nämlich die Fähigkeiten zu Innovation und technisch-wirtschaftlichem Fortschritt. In neuerer Zeit hat Clayton M. Christensen von der Harvard Business School den Begriff der disruptiven Technologie bzw. Innovation eingeführt, als deren Folge grundlegende (disruptive) Marktveränderungen auftreten.
Aber auch Charles Darwin umschreibt in seinem Grundlagenwerk zur Evolution, Über die Entstehung der Arten (1859), das gleiche Konzept, als er dort schreibt, das Aussterben alter Spezies sei die beinahe unvermeidliche Reaktion auf das Auftauchen neuer Lebensformen.

## Wirtschaftliche Bedeutung nach Schumpeter
Das Konzept der schöpferischen Zerstörung ist ein Grundmotiv von Schumpeters Werk Kapitalismus, Sozialismus und Demokratie, erstmals auf Englisch erschienen 1942. Eingeführt wird es in dessen 7. Kapitel. Dort schreibt er:

„Die Eröffnung neuer, fremder oder einheimischer Märkte und die organisatorische Entwicklung vom Handwerksbetrieb und der Fabrik zu solchen Konzernen wie dem U.S.-Steel illustrieren den gleichen Prozess einer industriellen Mutation – wenn ich diesen biologischen Ausdruck verwenden darf –, der unaufhörlich die Wirtschaftsstruktur von innen heraus revolutioniert², unaufhörlich die alte Struktur zerstört und unaufhörlich eine neue schafft.
Dieser Prozess der ‚schöpferischen Zerstörung‘ ist das für den Kapitalismus wesentliche Faktum. Darin besteht der Kapitalismus und darin muß auch jedes kapitalistische Gebilde leben.“

„Anm.² Diese Revolutionen sind nicht eigentlich ununterbrochen; sie treten in unsteten Stößen auf, die voneinander durch Spannen verhältnismäßiger Ruhe getrennt sind. Der Prozeß als ganzer verläuft jedoch ununterbrochen – in dem Sinne, daß immer entweder Revolution oder Absorption der Ergebnisse der Revolution im Gange ist; beides zusammen bildet das, was als Konjunkturzyklus bekannt ist.“

Die Idee der kreativen Zerstörung spielt der Sache nach schon in Schumpeters Werk Theorie der wirtschaftlichen Entwicklung eine Rolle. Auslöser für die schöpferische Zerstörung sind Innovationen, die von den Unternehmern mit dem Ziel vorangetrieben werden, sich auf dem Markt durchzusetzen.
Das mit Creative destruction überschriebene 7. Kapitel in seinem rund 600 Seiten umfassenden Werk Kapitalismus, Sozialismus und Demokratie hat nur sechseinhalb Seiten und der Begriff „schöpferische Zerstörung“ kommt in diesem Kapitel nur zweimal vor und sonst nirgends in Schumpeters Schriften. Sie stehen hier zusammenfassend für den ständigen „Prozeß einer industriellen Mutation […], der unaufhörlich die alte Struktur zerstört und unaufhörlich eine neue schafft.“ Genau in diesem Sinne ist im 8. Kapitel mehrfach vom „Prozeß der schöpferischen Zerstörung“ die Rede. Die interpretierende Literatur hat Schumpeters Begriff der Innovation als creative destruction umgedeutet. Schumpeters Interesse gilt aber der Variation und Kombination von Produktivvermögen, der dialektischen Umwertung von Arbeit und der Entstehung von Neuem. Er legt den Schwerpunkt auf „schöpferisch“ und nicht auf „zerstörerisch“. Schumpeter unterscheidet zwischen normalen und abnormalen wirtschaftlichen Anpassungen. Er betont immer wieder diesen Unterschied. Bei letzteren weist er darauf hin, dass diese im Entwicklungsprozess „funktionslos“ seien – zerstörerisch – und durch wirtschaftspolitische Fehlentscheidungen, Paniken und soziale, nationale wie internationale Auseinandersetzungen verursacht sind, nicht durch immanente ökonomische Ursachen.
Vertreter der Keynes-Gesellschaft bezeichneten Schumpeter als den bedeutendsten Ökonomen des 20. Jahrhunderts, neben ihrem Namensgeber John Maynard Keynes.

## Weiterentwicklung
Insbesondere innerhalb der Sozialwissenschaften, Soziologie, Wirtschaftsethik und Wirtschaftsphilosophie haben zahlreiche Autoren das Konzept der schöpferischen Zerstörung (bzw. creative destruction) weiter entwickelt.
Einige Vertreter, die sich in ihren Schriften mit schöpferischer Zerstörung befasst haben:
- Ludwig Lachmann (1906–1990), Ökonom der Österreichischen Schule[10]
- David Harvey (* 1935)[11]
- Marshall Berman (1940–2013)[12]
- Manuel Castells (* 1942)[13]
- Daniele Archibugi (* 1958)[14]

## Schöpferische Zerstörung im Hinduismus
Der Gott Shiva zählt zu den wichtigsten Gottheiten im Hinduismus und wird als Stellvertreter für den Kreislauf aus Schöpfung, Erhaltung und Zerstörung  betrachtet. Zu den vielen Formen, die dieser Gott annimmt, zählen die des Yogi und die des Tänzers, sodass sein Bekanntheitsgrad außerhalb Asiens auch durch die Verbreitung von Yoga zunahm. Dabei vereint Shiva als Gottheit zahlreiche Eigenschaften, die als Widersprüche wahrgenommen werden, z. B. Zerstörung und Schöpfung, männlich und weiblich, Enthaltsamkeit und Fruchtbarkeit.